# Magic Bus (azienda)
Magic Bus (株式会社マジックバス?, Kabushiki Kaisha Magic Bus) è uno studio di animazione giapponese con sede a Tokyo, in Giappone. La compagnia è stata fondata nel 1977 dal produttore e regista Satoshi Dezaki, fratello maggiore del più celebre Osamu Dezaki. Nel 1983, con Dezaki alla direzione, Magic Bus ha collaborato con la produzione della serie Captain. Da questo momento in poi, Magic Bus, ha iniziato a collaborare con lo studio Eiken nella produzione di serie televisive.

## Filmografia
- Sexy Commando Gaiden: Sugoi yo!! Masaru-san 1998
- Tobira o Akete  1986
- Wonder Beat Scramble (1986)
- Inochi No Chikyuu: Dioxin No Natsu (2001)
- Skirt no naka wa kedamono deshita. (2017)
- Papa Datte, Shitai (2019)